# Turtle Bay

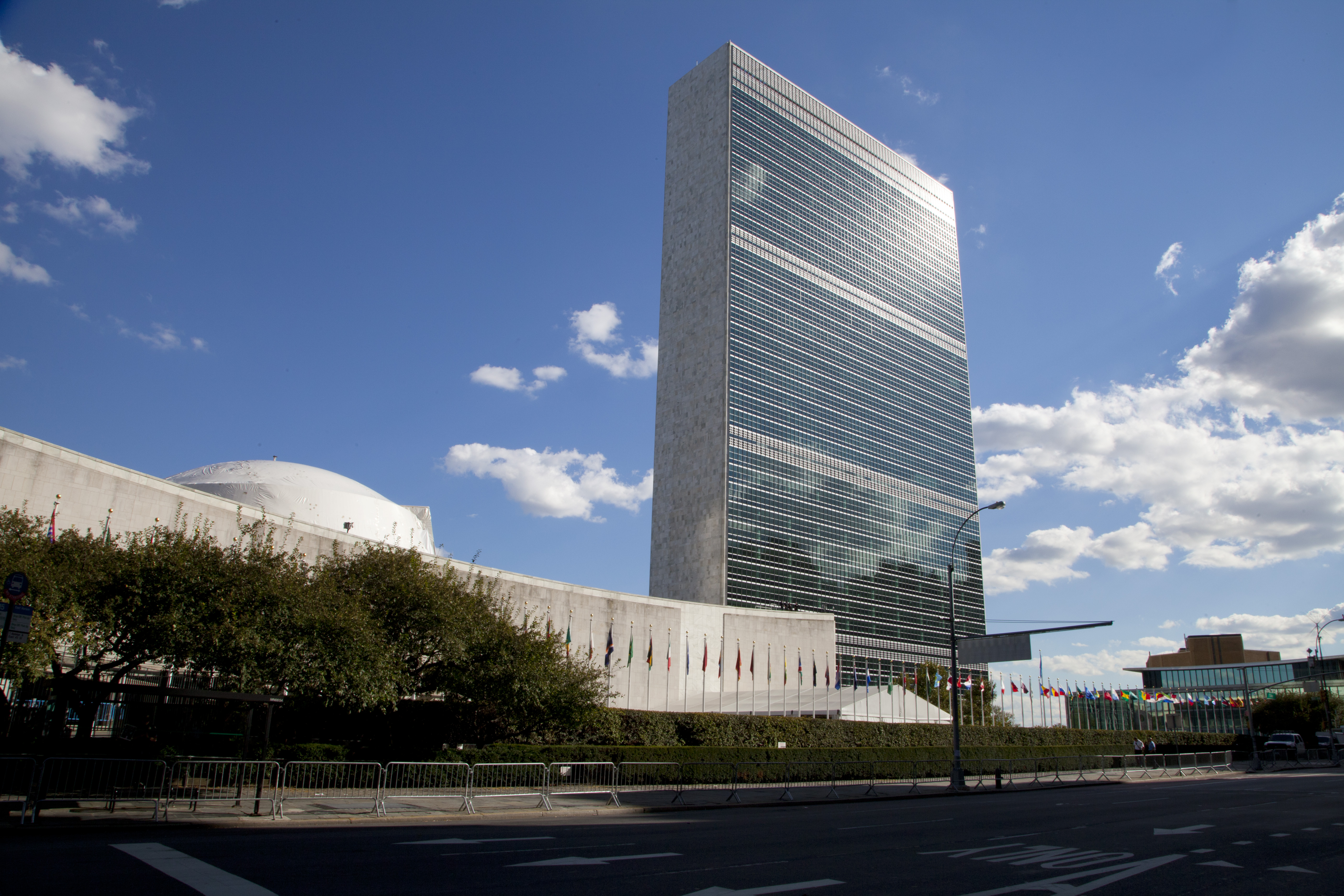
UN-Hauptquartier in Turtle Bay

Turtle Bay ist ein Stadtteil im Stadtbezirk Manhattan in New York City, USA.

## Lage
Der Stadtteil, auch Midtown East genannt, liegt in Midtown Manhattan und erstreckt sich von Süd nach Nord von der 43rd Street bis zur 53rd Street sowie in der West-Ost-Richtung von der Lexington Avenue bis zum East River gegenüber von Roosevelt Island. Oft wird auch eine weiter gefasste Begrenzung angegeben, die von der 42nd Street bis zur 59th Street und vom East River bis zur Fifth Avenue reicht. In diesem Stadtteil liegen unter anderem das UN-Hauptquartier der Vereinten Nationen und das Chrysler Building.

## Geschichte
Turtle Bay erhielt seinen Namen im 17. Jahrhundert. Es bot Unterschlupf für das raue Wetter am East River. Es wurde zu einem Zentrum des Schiffsbaus. Der niederländische Gouverneur von Nieuw Amsterdam gab 1639 Engländern dieses Stück Land und nannte es „Turtle Bay Farm“. Die US Army richtete hier ein Einberufungsbüro während des Sezessionskriegs ein. 1863 brannte ein wütender Mob während der New York Draft Riots das Amt nieder.
Nach diesem Krieg wurde mit Brownstone (brauner Sandstein) gebaut. Bereits 1868 war Turtle Bay Standort von Brauereien, Schlachthäusern, Kohlelagern. Durch den Zuzug armer Einwanderer verfiel das Viertel langsam. In den 1920ern wurde ein Elektrizitätswerk errichtet Charlotte Hunnewell Sorchan schuf in den 1920er und 1930er Jahren die Turtle Bay Gardens. Berühmte Bewohner des Stadtteils waren Katharine Hepburn, June Havoc, Ricardo Montalbán und Tyrone Power 1966 erhielten diese Bereiche den Titel Turtle Bay Gardens Historic District. 1928–1930 entstand das Chrysler Building, eines der Wahrzeichen New Yorks.
1948 wurden Schlachthäuser abgerissen, um Platz für den Bau des UN-Hauptquartiers zu schaffen. Dieses wurde 1952 fertiggestellt.

## Turtle Bay Association
Die Turtle Bay Association wurde 1957 gegründet, um die Interessen der Anwohner und ansässigen Unternehmen und Organisationen des Stadtviertels zu vertreten.

## Wirtschaft
Fujitsu, Avianca, Ethiopian Airlines und Delta Air Lines sind mit Bürogebäuden in Turtle Bay vertreten.
Seit 1975 hatte Trans World Airlines sein Hauptquartier in Turtle Bay.

## Diplomatische Vertretungen
In Turtle Bay liegen mehrere Generalkonsulate und Ständige Vertretungen bei den Vereinten Nationen:
- Bahamas[16]
- Deutschland (Generalkonsulat[17] und Ständige Vertretung[18])
- Israel[19]
- Jamaica[20]
- Luxemburg[21]
- Nicaragua[22]
- Saudi-Arabien[23]
- Singapur[24]
- Ukraine[25]
- United Kingdom[26]